# Рамалью Ортіган
Жузе́ Ду́арте Рама́лью Ортіга́н (порт. José Duarte Ramalho Ortigão, МФА: [ʒuˈzɛ ˈðwaɾtɨ ʁɐˈmaʎu oɾtiˈɣɐ̃w]; 24 жовтня 1836 — 27 вересня 1915) — португальський письменник кінця ХІХ століття — початку ХХ століття.

## Біографія
Дитячі роки Рамалью Ортіган провів з бабусею по матері в Порту.  

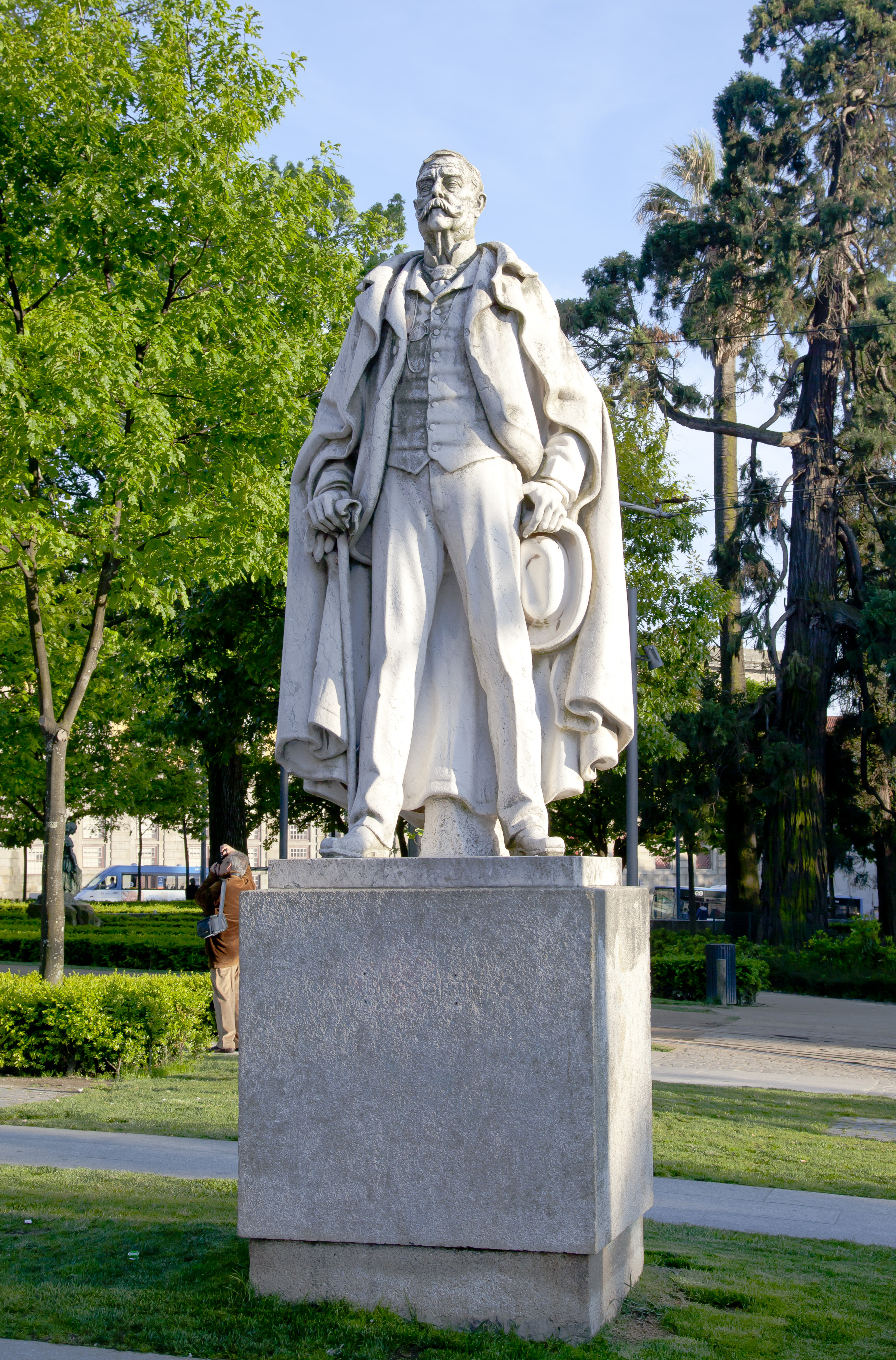
Скульптура Рамальо Ортігана в парку Кордоарія, Порту.

Вивчав право в Коїмбрському університеті, але не закінчив навчання.
Після повернення до рідного міста викладав французьку мову в коледжі, яким керував його батько. Серед його учнів був Еса де Кейрош.
Починаючи від 1862 року присвятив себе журналістиці і став літературним оглядачем у Diário do Porto, а також співпрацював у декількох літературних часописах.
У цей період домінуючою тенденцією в португальській літературі був романтизм, провідниками якого були визначні майстри словесності, зокрема Камілу Каштелу Бранку та Антоніу Аугусту Суаріш де Пассос, які вплинули на Ортігана.
У 1870-х роках група студентів з Коїмбри почала просувати нові ідеї на противагу романтизму. Ця група зрештою прибрала ім'я покоління 70-х, і ця течія стала дуже впливовою і визначальною для португальської літератури. Будучи прихильником романтизму, Ортіган долучився до боротьби з ними і навіть бився на дуелі з Антеро де Кенталем.
Попри таке перше протистояння, згодом він потоваришував з деякими членами групи. Саме в цей період він написав «Таємницю дороги Сінтри» і створив сатиричний журнал As Farpas, причому обидва проекти у співпраці з Еса ді Кейрошом.
Коли Кейрош став дипломатом, спочатку на Кубі, Ортіган продовжував займатись журналом As Farpas самотужки.
Ортіган також працював перекладачем. У 1874 році він перекладав з англійської на португальську сатиричний роман «Дитина Гінкса» Едварда Дженкінса.
Рамальо Ортіган помер у Лісабоні 27 вересня 1915 року.